# 弗爾倫山
弗爾倫山（英語：Mount Fearon），是南極洲的山峰，位於維多利亞地的斯科特海岸，處於普里斯特利山西北面11公里，屬於阿爾伯特親王山脈的一部分，海拔高度1,140米，美國地質調查局根據測量和該國海軍的空中照片繪入地圖，現時由南極條約體系管理。